# 布賴塞斯克里克 (北卡羅萊納州)
布賴塞斯克里克（英語：Brices Creek）是位於美國北卡羅萊納州克雷文縣的普查規定居民點。

## 人口
根據2020年美國人口普查的數據，布賴塞斯克里克的面積為21.62平方千米，當中陸地面積為20.33平方千米，而水域面積為1.29平方千米。當地共有人口3542人，而人口密度為每平方千米163.83人。